# Matthias Klotz (luthier)
Pour les articles homonymes, voir Matthias Klotz et Klotz.

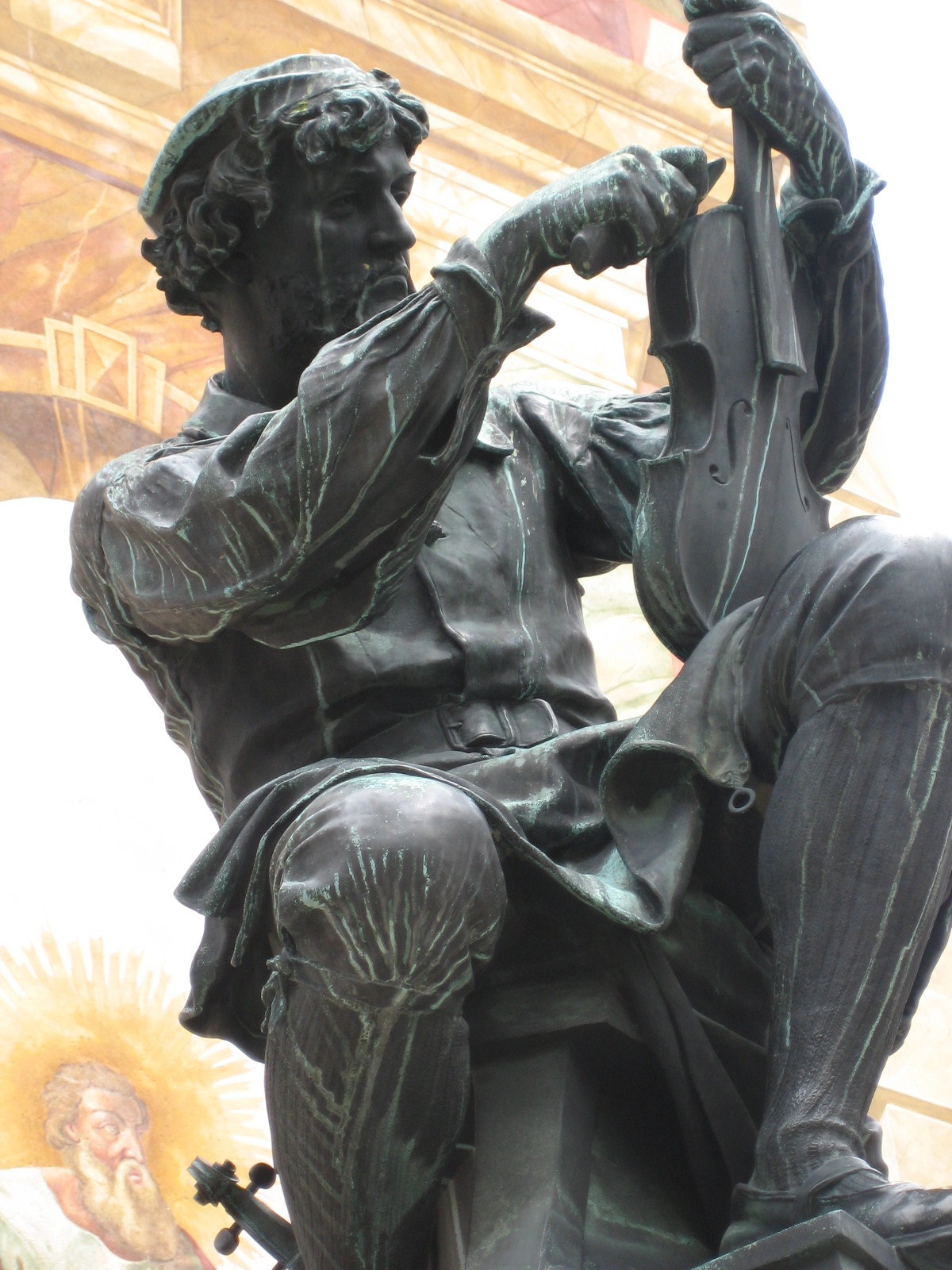
Mémorial de Matthias Klotz à Mittenwald.

Émission spéciale d'un timbre allemand avec les phases de création de l'escargot d'un violon de Matthias-Klotz-Geige.

Matthias Klotz (ou Mathias Cloz, Khloz, Khlotz), baptisé le 11 juin 1653 à Mittenwald dans le district de Haute-Bavière, et mort le 16 août 1743 dans la même commune, est considéré comme le fondateur de la lutherie de Mittenwald.

## Biographie
Matthias Klotz est le deuxième enfant du tailleur Urban Klotz (Vrbanus Cloz, 1627-1691) et de sa femme Sophia (mort en 1681). Il a probablement reçu sa formation à Füssen, mais comme compagnon, il a travaillé de 1672 à 1678 dans l'atelier du luthier Allgäuer Pietro Railich dans le Tyrol du Sud. On ne sait rien de sa vie future avant son retour à Mittenwald dans les années 1680.
Vers le tournant de l'année 1685/1686 Matthias Klotz épousa la fille du tisserand Maria Seiz à Mittenwald. Ce premier mariage a donné naissance à six enfants, dont les plus récents luthiers Georg I. et Sebastian Ier. Après la mort de sa première épouse en 1704, Matthias Klotz épousa en 1705 Ursula Schändl, née Schlaucher, veuve du boucher Matthias Schändl. Elle a amené trois enfants au mariage, dont le luthier Michael Schändl. Son association avec Matthias Klotz a donné naissance à trois autres enfants, dont le luthier Johann Carol. Matthias Klotz est décédé en 1743 à l'âge de plus de 90 ans.
Matthias Klotz a formé plusieurs luthiers à Mittenwald, dont ses fils Georg Ier, Sebastian Ier et Johann Carol. Son fils Sebastian Klotz est devenu particulièrement célèbre. La fabrication du violon apporta une certaine prospérité au village, après une longue période de pauvreté.
Aegidius Klotz (de), fils de Sébastien Ier et petit-fils de Matthias Klotz, est considéré comme l'ancêtre de la tradition de lutherie allemande, puisqu'il a repris l'esthétique de modèle de Jakobus Stainer, dont les violons étaient plus en demande que ceux d'Antonio Stradivari jusqu'en 1800 environ. Pour d'autres luthiers de la famille Klotz, voir Klotz Geigenbauer. La lutherie existe encore aujourd'hui et fait partie de la septième génération.
Aujourd'hui, Mittenwald possède une école de lutherie, un musée de lutherie et de nombreux maîtres artisans indépendants. Devant l'église paroissiale Saint-Pierre et Paul, il y a un monument en l'honneur de Matthias Klotz.